# Trélon
Trélon település Franciaországban, Nord megyében. Lakosainak száma 2642 fő (2022. január 1.). Trélon Willies, Anor, Eppe-Sauvage, Fourmies, Glageon, Liessies, Moustier-en-Fagne, Ohain, Sains-du-Nord és Wallers-en-Fagne községekkel határos.

## Népesség
A település népessége az elmúlt években az alábbi módon változott:
| Lakosok száma | 2916 | 2973 | 2988 | 2856 | 2798 | 2771 | 2744 | 2679 | 2642 |
|               | 2013 | 2015 | 2016 | 2017 | 2018 | 2019 | 2020 | 2021 | 2022 |